# Odontobunus kenianus
Odontobunus kenianus is een hooiwagen uit de familie echte hooiwagens (Phalangiidae).